# Чопоров, Александр Прокопьевич
Александр Прокопьевич (Прокофьевич) Чопоров (22 марта 1903—1964) — советский геолог-нефтяник, лауреат Ленинской премии.
Родился в д. Елань-Колено Ново-Хопёрского уезда Воронежской губернии.
Учился в церковно-приходской сельской школе (1912—1916) и двухклассном училище (1916—1918). Батрачил у кулаков (1918—1920), работал в Сахаротресте бывшего Краснянского имения (1920—1923).
В 1923 году поступил в Хреновскую лесную школу, реорганизованную в том же году в Лесной техникум, который окончил в сентябре 1926 года. Работал помощником лесничего в Псковской губернии (Даньковское лесничество).
В 1927—1929 гг. — студент лесного факультета Воронежского сельскохозяйственного института, в 1929—1932 — Московской горной академии и выделившегося из неё в 1930 г. Московского нефтяного института (геологоразведочный факультет).
В 1932—1933 г. — геолог промысла им. Артема треста «Грознефть» (станица Вознесенская). С 1933 г. в тресте «Эмбанефть»: геолог промысла Доссор, старший геолог Доссорской зоны, помощник главного геолога треста «Эмбанефть».
С февраля 1937 года главный геолог треста «Актюбнефть».
С 21 августа 1940 г. заместитель главного геолога Казахстаннефтекомбината. В 1942—1943 гг. — главный геолог промысла Байчунас.
В 1943—1946 гг. работал во ВНИГРИ (Москва). С 1946 по 1963 г. — старший научный сотрудник ВНИИнефти, заведующий лабораторией.
В 1963—1964 гг. — профессор кафедры геологии и разведки нефтяных и газовых месторождений Всесоюзного заочного политехнического института.
Кандидат геолого-минералогических наук (1948), старший научный сотрудник (1952).
Автор более 50 научных работ.
Лауреат Ленинской премии — за новую систему разработки нефтяных месторождений с применением внутриконтурного заводнения и ее осуществление на Ромашкинском месторождении (1962).
Награждён орденом «Знак Почёта» (1951), медалью «За доблестный труд в Великой Отечественной войне 1941–1945 гг.» (1947).
Похоронен на Долгопрудненском (Центральном) кладбище.